# Жирний і мінливий
«Жирний і мінливий» (англ. Fat and Fickle) — американська короткометражна кінокомедія режисера Олівера Харді 1916 року.

## У ролях
- Олівер Гарді — Бейбі
- Кейт Прайс — Кейт
- Етель Марі Бертон — Етель
- Флоренс Маклафлін — Флоренс